# Католицизм в Алжире

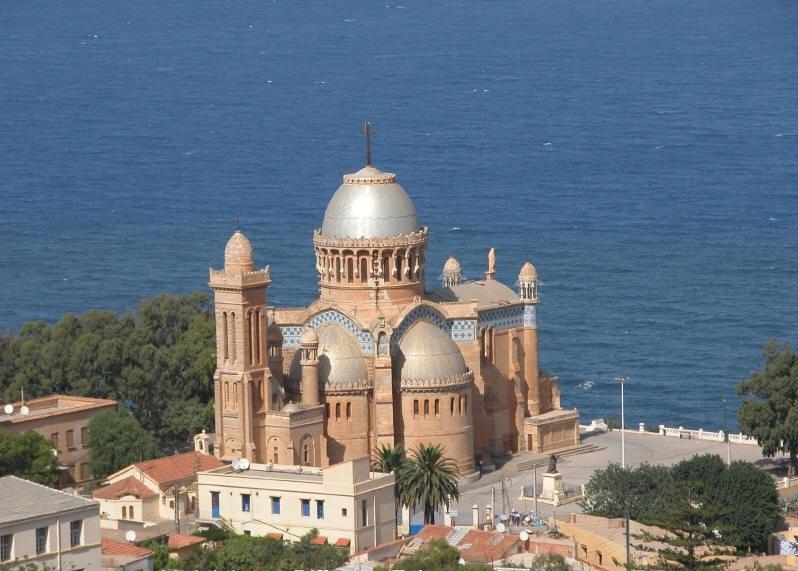
Базилика Пресвятой Девы Марии Африканской, Алжир

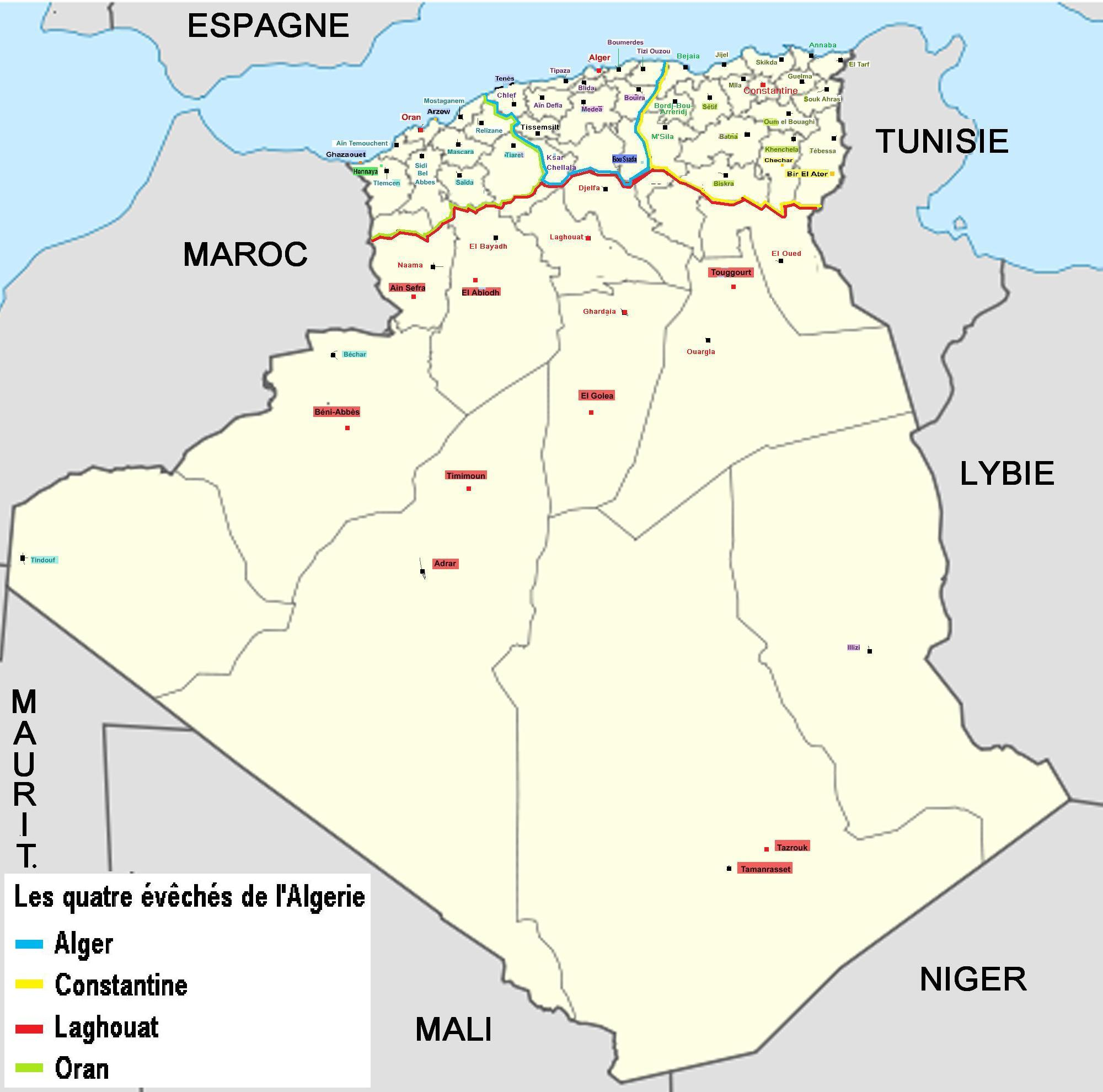
Карта католических епархий в Алжире

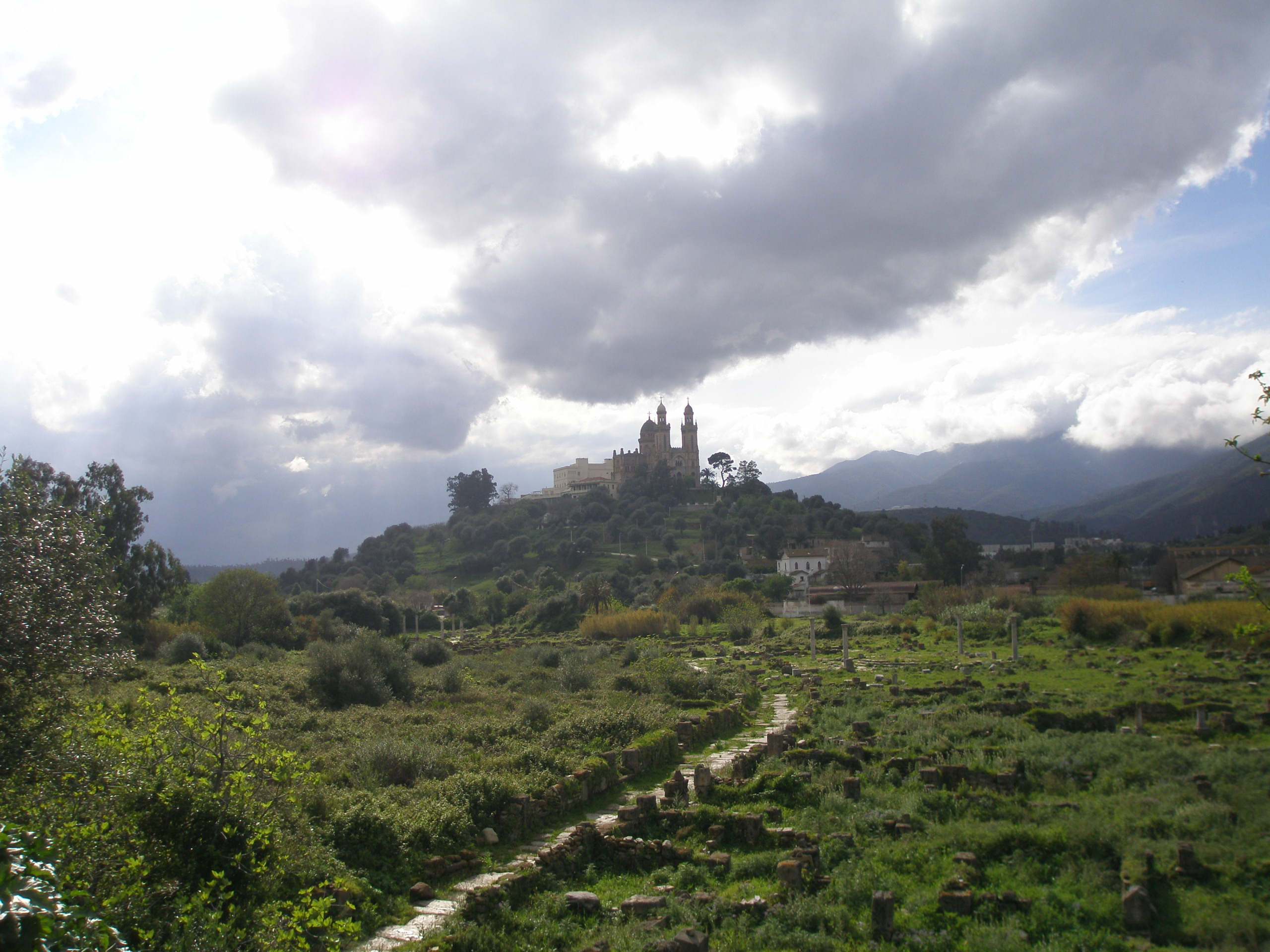
Руины римского города Гиппона, в котором жил известный христианский богослов Августин. На заднем плане находится католическая церковь святого Августина

Католицизм в Алжире или Католическая церковь в Алжире является частью всемирной Католической церкви. Численность католиков в Алжире составляет около 3 тысяч человек (0,01 % от общей численности населения). Нынешние католики в Алжире в основном являются иностранцами, потомками французских колонизаторов, беженцами и студентами из центральной Африки и Латинской Америки.

## История
На территории сегодняшнего Алжира христианство появилось во II веке. Здесь проживали известные богословы и церковные деятели христианства первых веков Тертуллиан, Августин. До появления ислама в VIII веке здесь были многочисленные христианские общины. В почти каждом крупном городе был свой епископ, находящийся в общении с Римом. Из-за исламского давления католическое присутствие в XII веке сократилось до немногочисленных общин. В XIII веке францисканцы пытались возобновить миссионерскую деятельность на севере Африки, но их попытки закончились неудачей.
Деятельность Католической церкви на территории сегодняшнего Алжира возобновилась в 1646 году, когда сюда прибыли монахи из монашеского ордена лазаристов, которым местными мусульманскими властями было разрешено заниматься религиозной деятельностью среди христиан.
В первой половине XIX века территория сегодняшнего Алжира стала французской колонией. После того, как численность католиков в колонии стало значительно увеличиваться и достигла несколько сот тысяч человек, Святой Престол стал учреждать постоянные католические церковные структуры. В 1838 году была учреждена епархия Алжира. В 1868 году французский миссионер и кардинал Шарль Лавижери основал в Алжире мужскую монашескую общину Африканских миссионеров (иначе называемых «белые отцы») и в 1869 году — женскую монашескую конгрегацию сестёр-миссионерок Пресвятой Девы Марии Африки (иначе называемые «белые сёстры»).
В начале XX века в Алжире поселился блаженный Шарль де Фуко, который основал в 1901 монашеский скит среди берберов. Шарль де Фуко основал мужскую и женскую монашеские общины «Малых братьев» и «Малых сестёр», которые ведут активную миссионерскую деятельность в Алжире до сих пор.

## В настоящее время
После обретения независимости Алжиром в 1962 году из страны выехали многочисленные европейцы. В течение несколько десятилетий численность католиков сократилась с миллиона человек до несколько тысяч человек в настоящее время.
13 апреля 1972 года Римский папа Павел VI выпустил бреве Cum sit, которым учредил апостольскую нунциатуру с резиденцией в городе Алжир. До 1995 года нунций в Алжире также исполнял обязанности апостольского делегата для Ливии.
Увеличение исламского фундаментализма в конце XX века значительно повлияло на деятельность Католической церкви в Алжире. Христианство стало подвергаться давлению со стороны мусульман. 23 мая 1996 года были похищены и обезглавлены семь монахов из монастыря в Тибирине. 1 августа 1996 года взрывом бомбы был убит католический епископ Пьер Клаври.
Конституция Алжира гарантирует свободу вероисповедания. Несмотря на это, в 2006 году власти Алжира приняли закон, ограничивающий христианскую миссионерскую деятельность. Согласно этому закону христиане ограничиваются в своей деятельности только своими общинами; предусматривается тюремное заключение (до пяти лет) и штраф до 10.000 долларов за обращение мусульман в христианство.

## Структура
В настоящее время в Алжире действуют 1 архиепархия, 3 епархии, 37 приходов.
- Архиепархия Алжира с двумя суффраганными епархиями;
  - Епархия Орана;
  - Епархия Константины;
- Епархия Лагуата — подчиняется непосредственно Святому Престолу.

Организационно Католическая церковь в Алжире входит в Конференцию католических епископов Северной Африки.